# Lyda Ssanin
Lyda Ssanin er en tysk stumfilm fra 1923 af Frederic Zelnik.

## Medvirkende
- Hans Albers
- Carl Auen
- Rudolf Forster
- Ernst Hofmann
- Stefan Kuzniezoff som Piotr Ilitsch
- Lya Mara